# Tetrahidrofolna kiselina
Tetrahidrofolna kiselina (tetrahidrofolat) je derivat folne kiseline.

## Metabolizam

### Human sinteza
Ona nastaje iz dihidrofolne kiseline dejstvom dihidrofolatne reduktaze. Ova reakcija je inhibisana metotreksatom.
On se konvertuje u 5,10-metilentetrahidrofolat putem serin hidroksimetiltransferaze.

### Bakterijska sinteza
Mnoge bakterije koriste dihidropteroat sintetazu za formiranje dihidropteroata. Taj enzim nema funkciju kod ljudi, što ga čini korisnom metom za sulfonamidne antibiotike, koji se nadmeću sa  prekurzorom.